# Модель перетинних поколінь

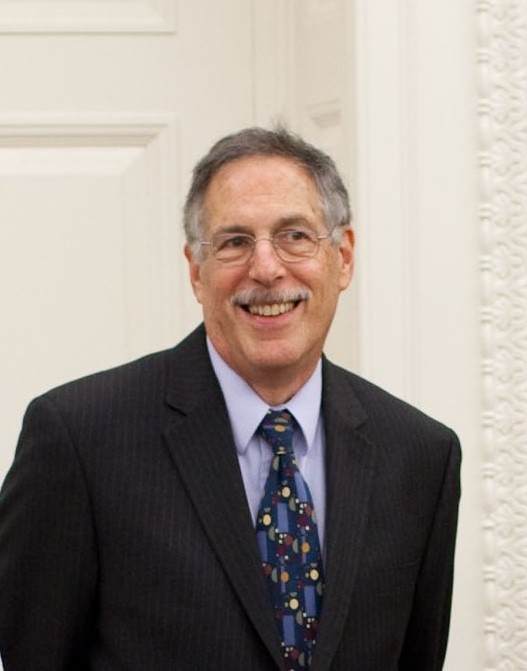
Пітер Артур Даймонд

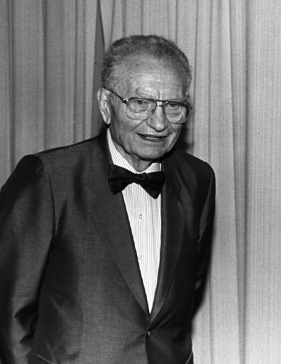
Пол Ентоні Самуельсон

Модель перетинних (пересічних) поколінь (модель Даймонда, модель Самуельсона — Даймонда, англ. overlapping generations model) — модель екзогенного економічного зростання в умовах досконалої конкуренції. Розроблена в 1965 році Пітером Даймондом з використанням ідей Пола Самуельсона. У моделі відображено зміну споживчої поведінки індивіда з вікових причин. Це дозволило зробити кроки в напрямку розуміння того, яким чином рішення індивідів формують норму заощаджень в економіці. При цьому у моделі заперечуються альтруїстичні зв'язки між поколіннями, вона не дає задовільного пояснення відмінностям між країнами у рівні доходу на душу населення.

## Історія створення
У перших моделях економічного зростання (модель Солоу, модель Харрода — Домара) використовувалися задані екзогенно параметри «норма заощаджень» та «темп науково-технічного прогресу», від яких, зрештою, і залежали темпи зростання, які демонстрували моделі. Дослідники ж хотіли отримати обґрунтування темпів економічного зростання внутрішніми (ендогенними) факторами, оскільки моделі зі заздалегідь визначеною нормою заощаджень мали низку недоліків. Наприклад, вони не пояснювали стійкі відмінності у рівнях і темпах зростання між розвиненими країнами та країнами, що розвиваються. У моделі Рамсея — Касса — Купманса було подолано недолік екзогенності норми заощаджень. Однак вона зберегла інший недолік ранніх моделей — в ній розглядається безсмертний індивід (або домогосподарство) як рівномірний вічний споживач. Але у реальності з часом характер фінансової та споживчої поведінки змінюється. Якщо в молодому віці індивід працює і робить заощадження, то в літньому віці він ці заощадження витрачає. Саме на це майбутній лауреат Нобелівської премії з економіки Пол Самуельсон звернув прискіпливу увагу. У грудні 1958 року він опублікував роботу «Моделювання відсоткової ставки на основі співвідношення споживання та кредитування за наявності або відсутності соціальної концепції грошей», в якій була представлена проста модель економіки на основі ідей Ойґен фон Бем-Баверка про причини існування відсоткового доходу на капітал, де були виділені три періоди життя індивідуума та відповідне цим періодам споживання (у перших двох він працює, у третьому — виходить на пенсію). У грудні 1965 року Пітер Даймонд, також майбутній лауреат Нобелівської премії з економіки, опублікував роботу «Національний борг у неокласичній моделі зростання» у журналі The American Economic Review, в якій він розвинув ідеї Самуельсона з урахуванням висновків моделі Солоу та моделі Рамсея-Касса-Купманса і представив модель перетинних поколінь, також відому як модель Даймонда або модель Самуельсона — Даймонда.

## Опис моделі

### Базові передумови
У моделі розглядається закрита економіка. Фірми функціонують за умов досконалої конкуренції та максимізують свій прибуток, а споживачі — корисність своїх витрат. Виготовляється лише один продукт {\displaystyle Y}, що використовується як для споживання {\displaystyle C}, так і для виробничих потреб (враховується як інвестиції) {\displaystyle I}. Темпи технологічного прогресу {\displaystyle g}, зростання населення {\displaystyle n} та норма вибуття обладнання (капіталу) {\displaystyle \delta } — постійні і задаються екзогенно. Індивідууми живуть два періоди: у першому вони працюють, споживають та зберігають, у другому — лише споживають, витрачаючи власні заощадження з першого періоду (виходять на пенсію). Альтруїстичні зв'язки між поколіннями відсутні: молоді не допомагають людям похилого віку і не отримують спадщину. Час {\displaystyle t} змінюється дискретно, тобто періоди не мають власної тривалості. Один період моделі відповідає зміні виробничих поколінь, тобто у реальному вираженні еквівалентний приблизно 25—30 рокам.
Закритість економіки означає, що вироблений продукт витрачається тільки на заощадження і споживання, експорт/імпорт відсутні, інвестиції завжді дорівнюють заощадженням: {\displaystyle S=I}, {\displaystyle Y=C+I}.
Виробнича функція {\displaystyle Y(K,L,E)} задовольняє неокласичним передумовам:
1. технологічний прогрес збільшує продуктивність праці (нейтральний за Харродом): {\displaystyle Y_{t}=Y(K_{t},L_{t}E_{t}),E_{t}=(1+g)E_{t-1},g=const}.
2. у виробничій функції використовується праця {\displaystyle L} та капітал {\displaystyle K}, вона має постійну віддачу від масштабу: {\displaystyle Y(aK,aLE)=aY(K,LE)}.
3. гранична продуктивність факторів позитивна та спадна: {\displaystyle {\frac {\partial Y}{\partial K}}>0,{\frac {\partial ^{2}Y}{\partial K^{2}}}<0,{\frac {\partial Y}{\partial L}}>0,{\frac {\partial ^{2}Y}{\partial L^{2}}}<0}.
4. виробнича функція задовольняє умовам Інади, а саме, якщо запас одного з факторів нескінченно малий, то його гранична продуктивність нескінченно велика, якщо запас одного з факторів нескінченно великий, то його гранична продуктивність нескінченно мала: {\displaystyle \lim _{K\to 0}{\frac {\partial Y}{\partial K}}=\lim _{L\to 0}{\frac {\partial Y}{\partial L}}=+\infty ,\lim _{K\to +\infty }{\frac {\partial Y}{\partial K}}=\lim _{L\to +\infty }{\frac {\partial Y}{\partial L}}=0}.
5. для виробництва необхідні всі фактори: {\displaystyle Y(K,0)=Y(0,LE)=0}.

Населення {\displaystyle L_{t}} зростає з постійним темпом {\displaystyle n} : {\displaystyle L_{t}=(1+n)L_{t-1},n=const}. У кожному періоді {\displaystyle t} живе {\displaystyle L_{t}} молодих та {\displaystyle L_{t-1}} літніх індивідів. Сукупне споживання {\displaystyle C} дорівнює:
{\displaystyle C_{t}=c_{1t}L_{t}+c_{2t}L_{t-1}}
де {\displaystyle c_{1t}L_{t}} — споживання працюючого покоління, {\displaystyle c_{2t}L_{t-1}} — споживання покоління, що вийшло на пенсію.
Молодий індивід пропонує одну одиницю праці (пропозиція праці нееластична) і отримує натуральну заробітну плату (деякою кількістю єдиного виробленного товару, гроші відсутні). Кожен індивід обирає і розподіляє отримане між споживанням зараз (у молодості) або заощадженням (споживанням у старості), максимізуючи міжчасову корисність своїх витрат, яка описується наступною функцією:
{\displaystyle U_{t}={\frac {c_{1t}^{1-\theta }-1}{1-\theta }}+{\frac {1}{1+\rho }}\times {\frac {c_{2t+1}^{1-\theta }-1}{1-\theta }}}
де {\displaystyle {\frac {1}{\theta }}} — еластичність заміщення за часом, {\displaystyle \theta >0}, {\displaystyle \theta =const}, {\displaystyle {\rho }} — коефіцієнт міжчасової переваги споживача, {\displaystyle \rho >-1}, {\displaystyle \rho =const}.
Функція відповідає умовам {\displaystyle u'(c)>0,u''(c)<0} і умовам Інади (при споживанні, що прагне до нуля, гранична корисність прагне нескінченності; при споживанні, що прагне нескінченності, гранична корисність прагне нуля): {\displaystyle \lim _{c\to 0}u'(c)=+\infty ;\lim _{c\to \infty }u'(c)=0}.
Спочатку весь капітал {\displaystyle K_{0}} перебуває у літніх, вони його повністю витрачають протягом першого періоду. Заощадження дорівнюють інвестиціям, які робить молоде покоління. Інвестиції своєю чергою дорівнюють капіталу в наступному періоді:
{\displaystyle S_{t}=s_{t}L_{t}=I_{t}=K_{t+1}}
де {\displaystyle s_{t}} — заощадження в розрахунку на одного працівника.
Для пошуку рішення моделі використовуються питомі показники: випуск на одиницю ефективної праці {\displaystyle y={\frac {Y}{LE}}}, капітал на одиницю ефективної праці {\displaystyle k={\frac {K}{LE}}}.

### Мета споживача
Споживач максимізує міжчасову корисність своїх витрат. Оскільки, згідно з моделлю, індивід працює тільки молодим (у першому періоді), міжчасове бюджетне обмеження споживача відповідає формулі:
{\displaystyle c_{1t}+{\frac {c_{2t+1}}{1+r_{t+1}}}=w_{t}E_{t}}
Таким чином, мета споживача має такий вигляд:
{\displaystyle U_{t}\rightarrow max}
за умови:
{\displaystyle w_{t}E_{t}-c_{1t}-{\frac {c_{2t+1}}{1+r_{t+1}}}=0}
де {\displaystyle w_{t}} — реальна заробітна плата в періоді {\displaystyle t}.
Для вирішення цього завдання складається функція Лагранжа і знаходиться її максимум.
{\displaystyle L={\frac {c_{1t}^{1-\theta }-1}{1-\theta }}+{\frac {c_{2t}^{1-\theta }-1}{(1-\theta )(1+\rho )}}+\lambda {\biggl (}w_{t}E_{t}-c_{1t}-{\frac {c_{2t+1}}{r_{t+1}}}{\biggr )}}
Умови максимуму:
{\displaystyle {\begin{cases}{\frac {\partial L}{\partial c_{1t}}}=c_{1t}^{-\theta }-\lambda =0,\\{\frac {\partial L}{\partial c_{2t+1}}}={\frac {c_{2t+1}^{-\theta }}{1+\rho }}-{\frac {\lambda }{1+r_{t+1}}}=0,\\{\frac {\partial L}{\partial \lambda }}=w_{t}E_{t}-c_{1t}-{\frac {c_{2t+1}}{1+r_{t+1}}}=0.\end{cases}}}
Результатом розв'язання цієї системи рівнянь є норма заощаджень {\displaystyle {\bar {s}}_{t}} для періоду {\displaystyle t}:
{\displaystyle {\bar {s}}_{t}={\frac {{(1+r_{t+1})}^{\frac {1-\theta }{\theta }}}{(1+\rho )^{\frac {1}{\theta }}+{(1+r_{t+1})}^{\frac {1-\theta }{\theta }}}}}

### Мета фірми
Фірма максимізує свій прибуток {\displaystyle \pi }. Випуск фірми описується неокласичною виробничою функцією:
{\displaystyle y_{t}=f({\hat {k}}_{t})}, де {\displaystyle {\hat {k}}_{t}={\frac {K_{t}}{L_{t}E_{t}}}}
Мета фірми виглядає так:
{\displaystyle \pi =F(K_{t},L_{t})-r_{t}K_{t}-w_{t}L_{t}\rightarrow \max }
В умовах досконалої конкуренції рішення завдання фірми призводить до того, що плата за працю (заробітна плата) {\displaystyle w} та плата за капітал {\displaystyle r} (відсоткова ставка) дорівнюють відповідним граничним продуктивностям:
{\displaystyle {\frac {\partial Y_{t}}{\partial L}}=w_{t}=f({\hat {k}}_{t})-{\hat {k}}_{t}f'({\hat {k}}_{t})}
{\displaystyle {\frac {\partial Y_{t}}{\partial K}}=r_{t}+\delta =f'({\hat {k}}_{t})}

### Загальна економічна рівновага

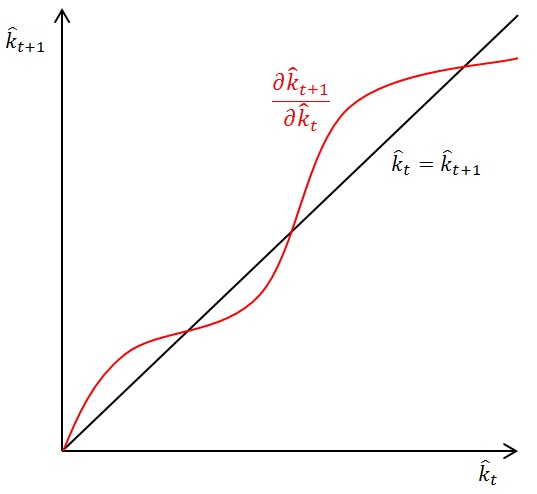
Модель перетинних поколінь, фазова площина, варіант 1

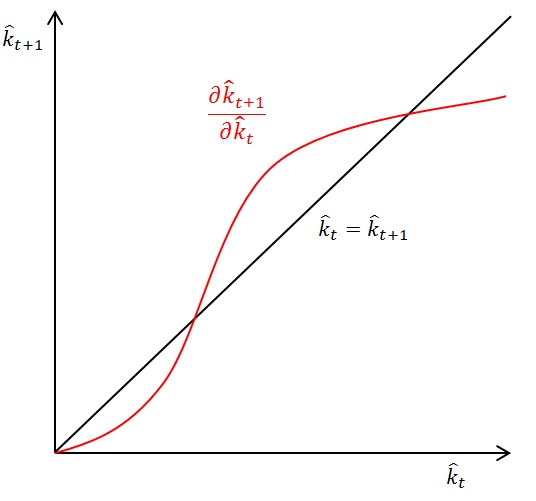
Модель перетинних поколінь, фазова площина, варіант 2

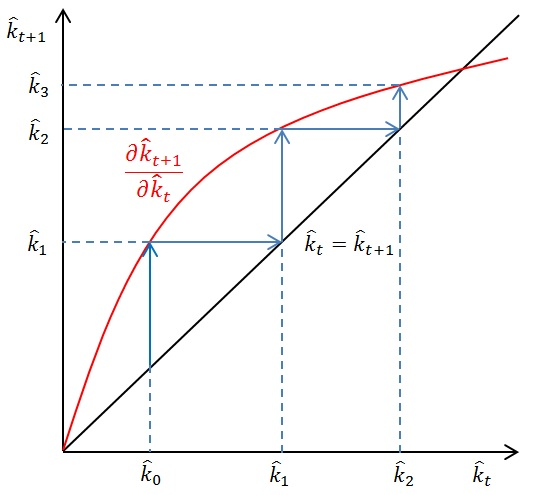
Модель перетинних поколінь, фазова площина, виробнича функція Кобба — Дугласа, логарифмічна функція корисності: досягнення рівноваги

Згідно передумов моделі: {\displaystyle K_{t+1}=s_{t}L_{t}}. Звідки з урахуванням вирішення завдань споживача та фірми, отримуємо:
{\displaystyle {\hat {k}}_{t+1}={\frac {1}{(1+n)(1+g)}}\times {\frac {(1+f'({\hat {k}}_{t+1})-\delta )^{\frac {1-\theta }{\theta }}}{(1+\rho )^{\frac {1}{\theta }}+(1+f'({\hat {k}}_{t+1})-\delta )^{\frac {1-\theta }{\theta }}}}\times (f({\hat {k}}_{t})-{\hat {k}}_{t}f'({\hat {k}}_{t}))}
Оскільки {\displaystyle {\hat {k}}_{t+1}} входить як у праву, так і у ліву частини рівняння, знайти явні рішення цього рівняння можливо лише запровадивши додаткові припущення. За умови, що споживання у першому періоді та споживання у другому періоді є досконалими замінниками, тоді рівновага існує. Якщо при цьому заощадження монотонно зростають за процентною ставкою ({\displaystyle s_{t}'(r_{t})>0}), то ця рівновага є єдиною.
Якщо позначити {\displaystyle s(r_{t+1},w_{t})={\frac {s_{t}}{E_{t}}}}, де {\displaystyle s(r_{t+1},w_{t})} — заощадження в розрахунку на одиницю праці з постійною ефективністю в період {\displaystyle t}, тоді рівняння набуде вигляду:
{\displaystyle (1+n)(1+g){\hat {k}}_{t+1}=s{\bigl (}[f'({\hat {k}}_{t+1})-\delta ],[f({\hat {k}}_{1})-{\hat {k}}_{t}f'({\hat {k}}_{t})]{\bigr )}}
Звідки можливо вивести динаміку капіталоозброєності:
{\displaystyle {\frac {\partial {\hat {k}}_{t+1}}{\partial {\hat {k}}_{t}}}={\frac {-s'_{w}{\hat {k}}_{t}f''({\hat {k}}_{t})}{(1+n)(1+g)-s'_{r}f''({\hat {k}}_{t+1})}}}
Як результат можливо отримати два варіанти фазової площини (див. ілюстрації). У першому варіанті крива {\displaystyle {\frac {\partial {\hat {k}}_{t+1}}{\partial {\hat {k}}_{t}}}} виходить з початку координат під кутом більше за 45° (вище лінії {\displaystyle {\hat {k}}_{t}={\hat {k}}_{t+1}}), тоді в моделі буде непарна кількість рівноважних станів (точки перетину {\displaystyle {\frac {\partial {\hat {k}}_{t+1}}{\partial {\hat {k}}_{t}}}} та {\displaystyle {\hat {k}}_{t+1}={\hat {k}}_{t}}), з яких перетини, непарні по порядку від початку координат (перший, третій, п'ятий, тощо), будуть стійкими рівновагами, а які йдуть парними (другий, четвертий, тощо) — нестійкими.
У другому варіанті крива {\displaystyle {\frac {\partial {\hat {k}}_{t+1}}{\partial {\hat {k}}_{t}}}} виходить з початку координат під кутом меншим за 45° (нижче лінії {\displaystyle {\hat {k}}_{t}={\hat {k}}_{t+1}}), тоді в моделі буде парна кількість рівноважних станів, з яких перетини, парні від початку координат (другий, четвертий, тощо), будуть стійкими рівновагами, а непарні (перший, третій, тощо) — нестійкими.

#### Рівновага для виробничої функції Кобба-Дугласа та логарифмічної функції корисності
Наочно досягнення рівноваги продемонструється у разі логарифмічної функції корисності та виробничої функції Кобба-Дугласа. В цьому випадку {\displaystyle \theta =0}, а корисність витрат для індивіда описується функцією:
{\displaystyle U=\ln(c_{1t})+{\frac {\ln(c_{2t+1})}{1+\rho }}}
Випуск {\displaystyle Y} описується функцією:
{\displaystyle Y=K^{\alpha }(LE)^{1-\alpha }}
Тоді, норма заощаджень дорівнює: {\displaystyle {\bar {s}}_{t}={\bar {s}}={\frac {1}{2+\rho }}}, а стійкий рівень капіталоозброєності (у цьому випадку існує лише один рівноважний стан) дорівнює: {\displaystyle {\hat {k}}^{*}={\biggl (}{\frac {1-\alpha }{(1+n)(1+g)(2+\rho )}}{\biggr )}^{\frac {1}{1-\alpha }}}.
Процес досягнення рівноваги на фазовій площині для цього випадку показано на ілюстрації.
Стійкий рівень випуску на одиницю праці з постійною ефективністю {\displaystyle {\hat {y}}^{*}} у цьому випадку становить:
{\displaystyle {\hat {y}}^{*}={\hat {k}}^{*\alpha }={\biggl (}{\frac {1-\alpha }{(1+n)(1+g)(2+\rho )}}{\biggr )}^{\frac {\alpha }{1-\alpha }}}
Як і в моделях Солоу та Рамсея — Каса — Купманса, споживання максимальне у тому випадку, якщо {\displaystyle f'({\hat {k}}^{*})=n+g+\delta }. Таким чином, у моделі можлива динамічна неефективність (надлишкове накопичення капіталу), в тому випадку, якщо:
{\displaystyle {\frac {\alpha (1+n)(1+g)(2+\rho )}{1-\alpha }}<n+g+\delta }

### Конвергенція
Модель передбачає наявність умовної конвергенції, тобто, що країни з малим рівнем капіталоозброєності зростатимуть вищими темпами, ніж країни із великим рівнем капіталоозброєності, за умови, що стійкий рівноважний стан у них однаковий. Окремий випадок з виробничою функцією Кобба — Дугласа та логарифмічною корисністю дозволяє оцінити, наскільки швидко конвергенція відбувається. Швидкість наближення до стану стійкої рівноваги оцінюють за допомогою лінійної апроксимації {\displaystyle {\hat {k}}_{t+1}} в залежності від {\displaystyle {\hat {k}}_{t}} за допомогою розкладання в ряд Тейлора:
{\displaystyle {\hat {k}}_{t+1}\approx {\hat {k}}^{*}+{\frac {\partial {\hat {k}}_{t+1}}{\partial {\hat {k}}_{t}}}\vert _{{\hat {k}}_{t}={\hat {k}}^{*}}({\hat {k}}_{t}-{\hat {k}}^{*})}
Якщо позначити похідну у точці рівноваги {\displaystyle \lambda ={\frac {\partial {\hat {k}}_{t+1}}{\partial {\hat {k}}_{t}}}\vert _{{\hat {k}}_{t}={\hat {k}}^{*}}}, тоді шляхом рекурентних замін виходить наступне рівняння наближення до рівноважного стану:
{\displaystyle {\hat {k}}_{t+1}-{\hat {k}}^{*}=\lambda ^{t}({\hat {k}}_{0}-{\hat {k}}^{*})}
Для цього випадку, {\displaystyle \lambda =\alpha } тому:
{\displaystyle {\hat {k}}_{t+1}-{\hat {k}}^{*}=\lambda ^{t}({\hat {k}}_{0}-{\hat {k}}^{*})=\alpha ^{t}({\hat {k}}_{0}-{\hat {k}}^{*})}
Таким чином, у розглянутому випадку швидкість конвергенції безпосередньо залежить від {\displaystyle \alpha } — частки доходу на капітал у загальному доході. Чим менша частка доходу на капітал (тобто, чим більша частка праці у вигляді заробітної плати, що можливо за умови малої капіталоозброєності), тим швидше відбувається рух до рівноважного стану, і тим швидше бідні країни наздоганяють багатих.

### Фіскальна політика в моделі

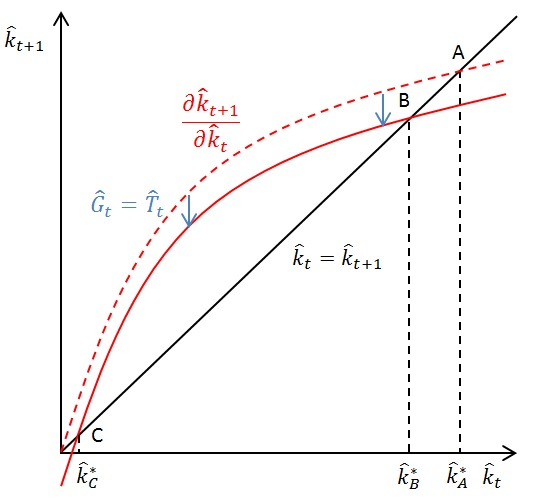
Модель перетинних поколінь, фазова площина, фіскальна політика

Модель дозволяє оцінити вплив фіскальної політики на рівновагу. В рамках моделі збільшення податків і державних витрат призводить до рівноваги з меншим рівнем капіталоозброєності, випуску та споживання. Вплив бюджетно-податкової політики показано на діаграмі. Крива {\displaystyle {\frac {\partial {\hat {k}}_{t+1}}{\partial {\hat {k}}_{t}}}} зсувається вниз на розмір податків (державних витрат) на одиницю ефективної праці. Сума податків передбачається рівною розміру державних витрат ({\displaystyle {\hat {G}}_{t}={\hat {T}}_{t}}), що не впливає на корисність індивідів та майбутній випуск. Рівновага зсувається з точки {\displaystyle A} (стійка рівновага) до точки {\displaystyle B} (стійка рівновага), і встановлюється на нижчому рівні капіталоозброєності {\displaystyle {\hat {k}}^{*}:{\hat {k}}_{B}^{*}<{\hat {k}}_{A}^{*}} та споживання. З'являється третя рівноважна точка {\displaystyle C}, яка є нестійкою рівновагою. Рівність Рікардо — Барро не виконується. Таким чином, в моделі державні витрати витісняють як споживання, і інвестиції.

## Переваги, недоліки та подальший розвиток моделі
Одним із суттєвих недоліків моделі є повна відсутність альтруїстичних зв'язків між поколіннями. Щоб подолати цей недолік, Джеймс Андреоні, а також Роберт Барро та Хав'єр Сала-і-Мартін запропонували ввести в функцію корисності витрат кожного індивіда корисність витрат його дітей з деяким коефіцієнтом. Така модель перетворюється на дискретний аналог моделі Рамсея — Касса — Купманса для випадку, коли {\displaystyle \rho =0}. Динамічна неефективність стає неможливою, а наслідки бюджетно-податкової політики відповідають рівністі Рікардо — Барро. Однак у цьому випадку з'являються і недоліки моделі Рамсея — Касса — Купманса: втрачається можливість недосконалості ринку (динамічної неефективності), а значить, модель перестає пояснювати причини, що призводять до неоптимальної за Парето рівноваги в економіці.
Пол Самуельсон використав цю модель для дослідження впливу розподільної (солідарної) пенсійної системи на загальну економічну рівновагу. В роботі робиться висновок: якщо в економіці встановилась динамічно неефективна рівновага з надлишковим накопиченням капіталу, то розподільна пенсійна система дозволяє перейти до оптимальнішого розподілу ресурсів з вищим споживанням. Якщо ж використовується накопичувальна пенсійна система, то економічна рівновага залишається незмінною.
Модифікація моделі з безперервним часом, в якій життя індивіда має деяку тривалість, але не поділяється на періоди молодості та старості, проте індивід може померти будь-якої миті з деякою ймовірністю, була розроблена Менахемом Яарі та Олів'є Бланшаром. Через те, що в цій модифікації ймовірність смерті індивіда не змінюється з віком, вона отримала назву «модель вічної молодості». У ній існує єдине рівноважне значення капіталоозброєності, яке при цьому стійке, і так само, як переважно варіанті, є можливість надлишкового накопичення в точці рівноваги.
В цілому, модель перетинних поколінь більш реалістично описує загальну економічну рівновагу та процес її досягнення, ніж моделі Солоу або Рамсея — Касса — Купманса. Перевагою моделі є можливість динамічної неефективності, однак у моделі вона пов'язана з надлишковим накопиченням капіталу, яке не є типовою проблемою країн, що розвиваються, навпаки, у них зазвичай спостерігається недостатність капіталу. До того ж, модель передбачає наявність умовної конвергенції, що означає зростання бідних країн швидше за багатих за умови схожості структурних параметрів. Але в реальності цього не відбувається, як показали, наприклад, дослідження Р. Холла та Ч. Джонса, Дж. Де Лонга, П. Ромера. Також, як і в моделях Солоу і Рамсея — Касса — Купманса, науково-технічний прогрес у моделі перетинних поколінь не є наслідком прийняття рішень економічними агентами, а задається екзогенно. Тому, попри всі свої переваги, модель не дає відповіді на питання, чому одні країни багаті, а інші — бідні, і чому другі не можуть наздогнати перших.